# Instituto de Arte Contemporânea do Museu de Arte de São Paulo
O Instituto de Arte Contemporânea ou IAC do Museu de Arte de São Paulo Assis Chateaubriand (MASP) foi criado por Lina Bo Bardi e por Pietro Maria Bardi. Tendo sido inaugurado em 1951 e tido suas atividades encerradas em 1953, o IAC — Masp foi uma das primeiras iniciativas no campo do ensino de design no Brasil e representava as idéias da Bauhaus no Brasil (escola de Dessau, Alemanha), segundo Jacob Ruchti, arquiteto e docente deste instituto, em artigo publicado na Habitat em 1951.
Em um folheto de divulgação do IAC, redigido por Lina Bo Bardi, a escola visava "(...) formar jovens que se dediquem à arte industrial e se mostrem capazes de desenhar objetos nos quais o gosto e a racionalidade das formas correspondam ao progresso e à mentalidade atualizada [...] em uma palavra, o IAC, solicitando a colaboração definitiva da indústria, deseja incrementar a circulação de ideias novas, de novos empreendimentos no campo estético, erroneamente considerado "torre de marfim" para iniciados, generalizando o mais possível as conquistas da arte, da tradição e da cultura" (BARDI, manuscritos, MASP).
Foram professores do IAC, entre outros, Pietro Maria Bardi, Lina Bo Bardi, Oswaldo Bratke, Roberto Sambonet, Jacob Ruchti, Roger Bastide, Leopold Haar e Flávio Motta.  Entre seus alunos estão Alexandre Wollner, Emilie Chamie, Ludovico Martino, Antonio Maluf.
Não deve ser confundido com o atual Instituto de Arte Contemporânea - IAC de São Paulo.